# Regionalismo castellanoleonés
El regionalismo castellanoleonés es un movimiento político y cultural cuyo objetivo es señalar y preservar la identidad histórica y cultural de Castilla y León, convertida hoy en comunidad autónoma española.
En tiempos de la I República española (1873-1874), ya existió el proyecto de crear un único estado federado castellano-leonés que agrupase las provincias de Castilla la Vieja y de la Región de León, en consonancia con la histórica unión de los Reinos de Castilla y de León, aunque el fin de la I República, a principios de 1874, dio al traste con esta iniciativa.
Como muestra de este sentir, tras la reunión de las Diputaciones de Castilla y León (salvo la de Salamanca en esta ocasión),  surge el 2 de diciembre de 1918 surge el "Mensaje de Castilla" frente a la cuestión catalana. Otro ejemplo fueron "Las Bases de Segovia" que recogía un documento firmando por las 11 provincias castellanoleonesas (incluidas Logroño y Santander) en aras a constituir un organismo regional.

Estados que compondrían la nación española según el proyecto de Constitución Federal de 1873

En 1921, con motivo del cuarto centenario de la batalla de Villalar, el Ayuntamiento de Santander abogó por la creación de una mancomunidad castellano-leonesa de once provincias. Idea que ciertos sectores mantuvieron en años posteriores. 
Durante la Segunda República, sobre todo en 1936, hubo una gran actividad regionalista con centro en Valladolid favorable a una región de once provincias, e incluso se llegaron a elaborar unas bases de estatuto de autonomía que se publicaron en El Norte de Castilla. En las provincias de Burgos, Madrid, Salamanca o León se recogió el eco del debate estatutario, y así lo reflejaron sus medios de comunicación de la época: en el Diario de León, El Debate de Madrid (César Silió), El Adelanto de Salamanca (García Isidro), o en el Diario de Burgos (a través de las publicaciones de Gómez Díez entre otros) por ejemplo. El Diario de León abogó por la formalización de esta iniciativa y la constitución de una región autónoma con estas palabras: "unir en una personalidad a León y Castilla la Vieja en torno a la gran cuenca del Duero, sin caer ahora en rivalidades pueblerinas" (Diario de León, 22 de mayo de 1936). Al final, la Guerra Civil acabó con la posibilidad de autonomía para la región. 

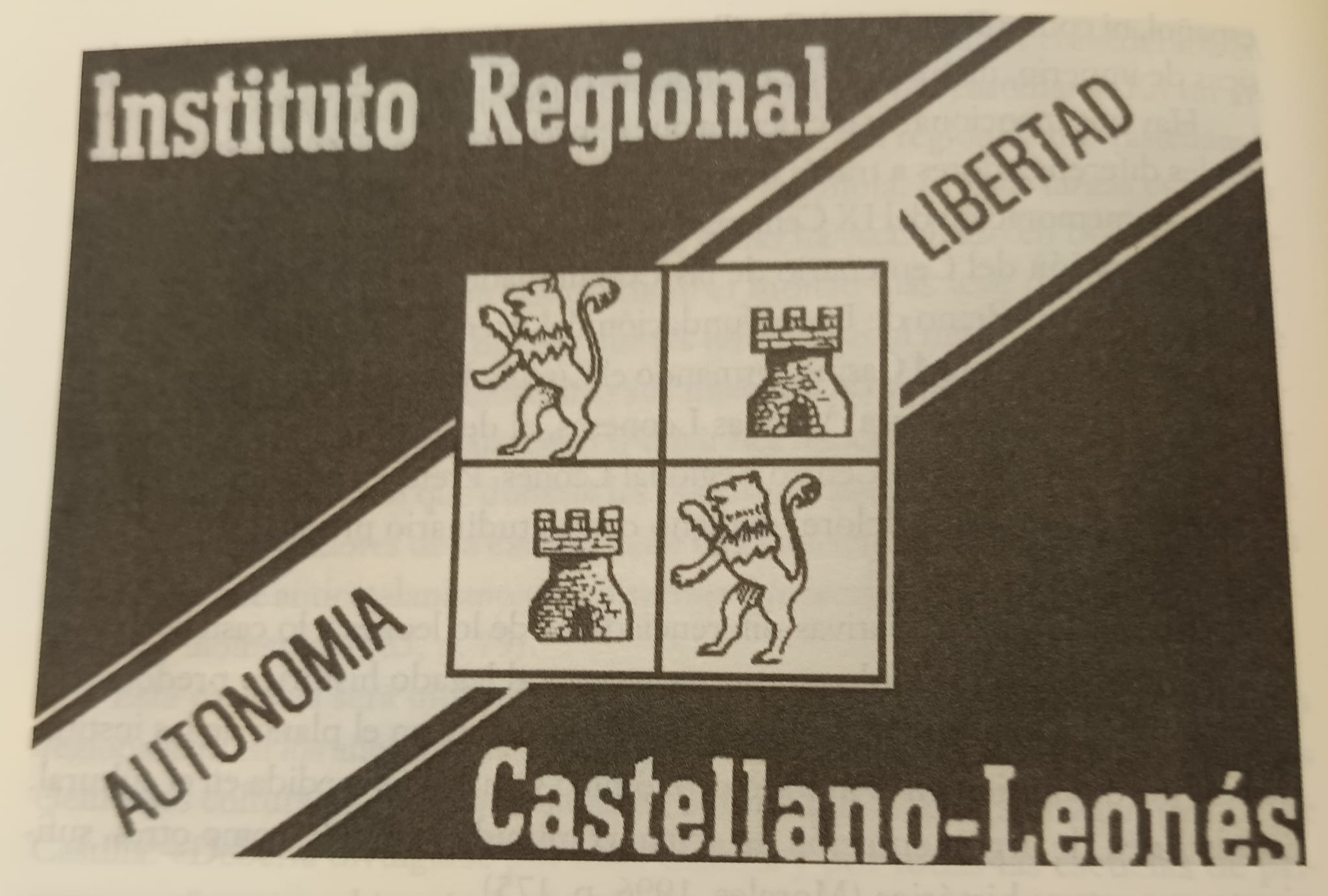
Instituto Regional Castellano-leonés

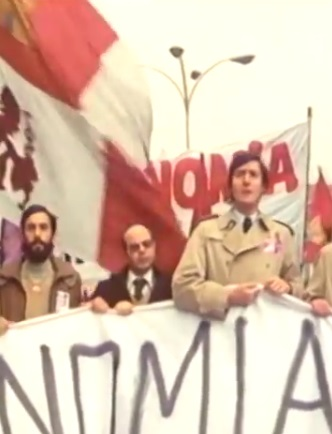
Manifestación en 1978 que reclamaba un Estatuto de Autonomía para la región castellanoleonesa

Tras la muerte del dictador Francisco Franco, surgieron organizaciones regionalistas, autonomistas y nacionalistas castellano-leonesas como Alianza Regional de Castilla y León (1975), Instituto Regional de Castilla y León (1976) y el PANCAL (1977). 
El primigenio Estatuto de Autonomía de Castilla y León de 1983, declaraba en su preámbulo que "Los antiguos reinos de Castilla y León han mantenido a lo largo de los siglos una identidad histórica y cultural claramente definida dentro de la plural unidad de España. Al ejercer, por abrumadora mayoría de sus instituciones representativas provinciales y locales, el derecho a su Autonomía, en los términos que establece la Constitución española, el pueblo castellano-leonés ha expresado su voluntad política de organizarse en Comunidad Autónoma, reanudando así aquella identidad.". Fruto de lo cual en junio de 1978, Castilla y León obtuvo el acceso al régimen preautonómico a través del Real Decreto Ley 20/1978, de 13 de junio.
Hoy en día las formaciones regionalistas de mayor fuerza son Democracia Regionalista de Castilla y León, que fue creada en 1977 (y que integró en su seno a la antigua Unidad Regionalista de Castilla y León, fundada en Salamanca[cita requerida] y disuelta en 2011), y Candidatura Independiente, creada en 1994, ambas fundadas en Valladolid, y con su principal epicentro de actividad en esta provincia.
Actualmente y desde el año 1976 se celebra en Villalar de los Comuneros cada 23 de abril el Día de Castilla y León como símbolo de la Comunidad de Castilla y León y de recuerdo a los comuneros.